# Букель Юрій Олександрович
Юрій Олександрович Букель (30 листопада 1971, Одеса, СРСР) — український футболіст, захисник, тренер. Виступав за збірну України.
За збірну України зіграв 7 матчів, дебют 16 жовтня 1993 року проти збірної США (2:1).

## Досягнення
- Срібний призер Чемпіонату України (2): 1995, 1996
- Бронзовий призер Чемпіонату України (2): 1993, 1994
- Володар Кубка України (2): 1992, 1994
- Чемпіон Молдови (1): 2001
- Володар Кубка Молдови (1): 2001